# 細谷麻衣
細谷 麻衣（ほそや まい、1984年10月18日 - ）は、日本の女性子役。

## 出演

### テレビ番組
- うたのなる木（NHK BS2）
- 週刊スタミナ天国（フジテレビ）
- モグモグGOMBO（日本テレビ）
- 天才てれびくん「ポコ・ア・ポコ」（1993年4月 - 1994年3月、NHK教育テレビ）
- 忍者戦隊カクレンジャー 第8話「化猫ショップ!!」（1994年4月8日、テレビ朝日）

### CM
- アルプス商事 キャリーKISS!
- ハウス食品 バーモントカレー

## 書籍

### 雑誌
- SPA!（扶桑社）